# Platyptilia celidotus
Platyptilia celidotus là một loài bướm đêm thuộc họ Pterophoroidea. Nó được tìm thấy ở New Zealand và Úc.